# Far Cry Primal
Far Cry Primal — компьютерная игра в жанре action-adventure со структурой открытого мира, разработанная студией Ubisoft Montreal при поддержке Ubisoft Toronto, Ubisoft Kiev и Ubisoft Shanghai для платформ PlayStation 4, Xbox One и PC.
Игра вышла на PlayStation 4 и Xbox One 23 февраля 2016 года. Версия для Microsoft Windows вышла 1 марта 2016 года. 17 мая 2022 года игра вышла на Google Stadia. В отличие от других игр серии Far Cry, события Far Cry Primal происходят в каменном веке, за десять тысяч лет до нашей эры.

## Сюжет и геймплей
Действие игры разворачивается около 10 000 лет до н. э. во время начала эпохи мезолита в вымышленной местности Урус, где племенам для своего выживания каждый день приходится вступать в конфликт c природой и друг с другом. Игрок берёт на себя роль охотника по имени Таккар, он один из последних представителей уничтоженного племени, который путешествует по стране Урус в поисках мести за свой народ.
Так как действие Far Cry Primal происходит в доисторические времена, обычные для серии игр Far Cry современные виды оружия и транспорта в игре отсутствуют. Для игроков доступно только оружие для ведения ближнего боя: копья, дубинки и оружие с небольшой дальностью стрельбы, например луки. При этом нет возможности его купить, игрокам придётся самостоятельно создавать оружие, используя подручные предметы, такие как дерево и камень. По мере продвижения в игре они смогут улучшать оружие, делая его более смертоносным и эффективным. Помимо дубинок, копий и луков, Таккар может использовать против врагов разнообразных прирученных зверей, в том числе саблезубых тигров, пещерных медведей и волков. Ручная сова служит Таккару разведчиком, позволяя обнаруживать врагов издали. Если один из питомцев Таккара погибнет, его можно будет вернуть к жизни, найдя и использовав Красный лист. Таккар ведет образ жизни человека каменного века: охотится на зверей, мастерит из различных материалов орудия, а также ведет войну с другими племенами. В стране Урус присутствуют разные регионы с различным климатом и разными опасностями для игрока — так, в заснеженных холодных областях Таккар может замерзнуть и должен согреваться у огня, либо сделать тёплую одежду, либо обнять мамонта или тигра.
Для полного погружения в мир игры все диалоги записаны на примитивном языке, в основу которого лёг праиндоевропейский. Сценарист Кевин Шортт рассказал, что для этого разработчики много раз обращались к лингвистам.

## Разработка и выпуск
Разработку игры вела Ubisoft Montreal при участии Ubisoft Toronto, Ubisoft Kiev и Ubisoft Shanghai. В интервью к IGN, отвечая на вопрос о том, будет ли у Far Cry 4 какое-либо дополнение вроде Blood Dragon у Far Cry 3, Алекс Хатчинсон, креативный директор, сообщил, что компания не планирует выпуска сиквела к игре, но они надеются удивить игроков кое-чем другим. 5 января 2015 года Ubisoft выпустила опрос, в котором спросила игроков об их предпочитаемом Far Cry-сеттинге. В опрос вошли такие темы как вампиры, зомби, динозавры, постапокалиптический мир, исторические войны и современные места вроде Перу или Аляски.
2 октября 2015 года под названием Far Cry Sigma игра впервые была добавлена в базу данных Steam, что ввело в замешательство равно как фанатов, так и прессу. Четырьмя днями позже Ubisoft провела презентацию их нового продукта, хотя информация о нём уже попала в интернет через IGN Turkey за несколько часов до официальной презентации. Художественными руководителями новой игры стали Жан-Кристоф Гюйо, который уже работал над некоторыми играми из серии Prince of Persia, и Максим Бэлан. 3 декабря 2015 года Бэлан сообщил, что Far Cry Primal будет такой же большой, как и Far Cry 4.
Far Cry Primal был выпущен для PlayStation 4 и Xbox One 23 февраля 2016 года. Версия для Microsoft Windows вышла вскоре после этого, 1 марта 2016 года. Игра также вышла в двух дополнительных изданиях, коллекционном и цифровом: Collector’s Edition и Digital Apex Edition. Первое включает в себя некоторые физические предметы: упаковки оптических дисков, книгу коллекционера, карту Уруса, оригинальный саундтрек и разговорник Wenja, который послужит в качестве руководства для изучения языка, используемого в игровом мире. В цифровом издании доступны дополнительные миссии и оружие. В частности, дополнение Legend of the Mammoth («Легенда о мамонте»), в котором можно сыграть за огромного мамонта.
Для Far Cry: Primal рейтинговое агентство ESRB установило возрастной рейтинг MATURE (17+), что объясняется наличием в игре сцен сексуального характера, насилия, убийств и пыток. В 2025 году компания по защите конфиденциальности NOYB подала в суд на Ubisoft из-за обязательного онлайн-подключения и неправомерного сбора сведений пользователей одиночных игр. Европейский центр цифровых прав утверждал, что издатель нарушил правила регулирования защиты данных, за подобное нарушение полагается штраф до 92 миллионов евро (78 миллионов фунтов стерлингов). NOYB заявила, что Far Cry Primal собирала общее время, проведённое игроками, а также точные показатели запуска и завершения, за 10 минут соединяясь с внешними серверами 150 раз. В жалобе подчёркивается, что это «затронуло миллионы пользователей». Ubisoft ответила, что для игр, поддерживающих автономные режимы, подключение к интернету требуется только при первом запуске для подтверждения покупки и привязки к учётной записи.

## Отзывы
| Сводный рейтинг       | Сводный рейтинг                        |
| Агрегатор             | Оценка                                 |
| --------------------- | -------------------------------------- |
| GameRankings          | (XONE) 79,45 % (PS4) 76,77 %           |
| Metacritic            | (PC) 74/100 (PS4) 76/100 (XONE) 77/100 |
| OpenCritic            | 77/100                                 |
| «Критиканство»        | 75/100                                 |
| Иноязычные издания    |                                        |
| Издание               | Оценка                                 |
| 4Players              | 5,5/10                                 |
| Destructoid           | 7/10                                   |
| EGM                   | 7/10                                   |
| Game Informer         | 8,75/10                                |
| GameRevolution        | [ 39 ]                                 |
| GameSpot              | 8/10                                   |
| GamesRadar+           | [ 41 ]                                 |
| GameStar              | 82/100                                 |
| Giant Bomb            | [ 43 ]                                 |
| Hardcore Gamer        | 4/5                                    |
| IGN                   | 7,9/10                                 |
| Jeuxvideo.com         | 16/20                                  |
| PC Gamer (US)         | 79/100                                 |
| Polygon               | 8,5/10                                 |
| Push Square           | 7/10                                   |
| Shacknews             | 6/10                                   |
| The Daily Telegraph   | [ 51 ]                                 |
| The Guardian          | [ 52 ]                                 |
| USgamer               | 4/5                                    |
| VideoGamer            | 7/10                                   |
| Русскоязычные издания |                                        |
| Издание               | Оценка                                 |
| 3DNews                | 7/10                                   |
| GameMAG.ru            | 8/10                                   |
| «IGN Россия»          | 8/10                                   |
| PlayGround.ru         | 7,2/10                                 |
| Riot Pixels           | 60 %                                   |
| «Игромания»           | 7,0/10 (PS4)                           |
| «Игры Mail.ru»        | 8/10                                   |
| «Канобу»              | 9/10                                   |
| «НИМ»                 | 8/10                                   |

Проект получил в основном положительные оценки прессы. Рецензенты похвалили игровой мир, но негативно высказались об оптимизации проекта и однотипности игрового процесса. Были мнения, что сюжет этой игры хуже, чем в предыдущих частях Far Cry. По данным Metacritic, Far Cry Primal для Windows получила 74 балла из 100 возможных на основе 19 рецензий, а российские журналисты поставили общую оценку 75 из 100 с учётом 24 обзоров.
Мир в Primal ощущается живее, чем в Far Cry 4, особенно ночью, когда видимость становится минимальной, а хищники ведут себя агрессивнее. Бесконечная симуляция жизни напоминает блокпосты из Far Cry 2. Прохождение большинства миссий похоже на выполнение заказов в «Ведьмак 3: Дикая Охота». Графика редко бывает красивее Far Cry 3. 3DNews считает, что игру следовало позиционировать как дополнение к Far Cry 4, а не самостоятельный проект. В северной части карты с холодным климатом перебежки от одного костра к другому выглядят как в Battlefield: Bad Company 2. Таккар занимается тем же, что Джейсон из третьей части и Аджай из четвёртой: убивает врагов, случайно появляющихся группами по 2—4 человека, «зачищает» форпосты, расширяя владения своего племени, собирает ресурсы. В Primal отсутствуют уклонения, обманные манёвры, парирования, использование предметов и тел в качестве щита, в отличие от старых выпусков, таких как Zeno Clash и Dark Messiah of Might and Magic, а также более новых The Elder Scrolls V: Skyrim и Kingdom Come: Deliverance. Кроме того, серьёзным упущением является отсутствие запоминающихся и харизматичных злодеев в стиле Вааса и Пэйгана Мина. Что касается достоверности, игра сделана для фанатов, а не студентов исторических вузов, но может заинтересовать лингвистов используемым в ней искусственным языком.

### Продажи
Хотя Ubisoft ни разу не публиковала эту информацию, по данным дизайнера уровней Шона Ньюмана, Far Cry Primal разошёлся тиражом более 4 миллиона копий.